# Vass Zoltán (fogorvos)
Vass Zoltán (Lippa, 1898. szeptember 14. – Kolozsvár, 1970. június 13.) erdélyi magyar orvos, fogorvos, orvosi szakíró, egyetemi tanár.

## Életútja
Középiskolai tanulmányait Aradon végezte, 1917-ben érettségizett. Orvosi oklevelet 1923-ban szerzett Kolozsváron az I. Ferdinand Egyetemen; ugyanott a Fogászati Klinikán nyert fogorvosi szakképesítést. Ezalatt és ezt követően Bilaşcu professzor mellett gyakornok, majd tanársegéd volt (1923–31), közben magánrendelőt is működtetett. 1931–44 között a kolozsvári Zsidó Kórház fogászati osztályának főorvosa. Fogorvosi ismereteit Budapesten, Zürichben és Bécsben tökéletesítette. Tagja volt a Paul Ehrlich Orvostudományi Egyesületnek. 1944 májusában deportálták, Auschwitz-Birkenauból hazatérve Kolozsváron újra magánrendelőt nyitott. A Bolyai Tudományegyetem indulása idején a Fogorvosi Kar professzora, 1948-tól egy évig a Zsidó Kórház igazgatója. 1950–61 között a Szállításügyi Minisztérium kolozsvári fogorvosi rendelőjében dolgozott, párhuzamosan 1959-től nyugdíjazásáig (1961) az 1. sz. Poliklinika fogászati osztályát is vezette.

## Kutatási területe
Kutatási területe a csapos fog, a gyökérkezelés, a porcelánkorona, a gócfertőzések és a foggyógyászatban előforduló balesetek.

## Szakírói, szerkesztői munkássága
Korán bekapcsolódott a fogorvosi szaklapok szerkesztői munkájába. 1925-ben a Revista Stomatologică – Stomatológiai Szemle szerkesztőbizottsági tagja; 1927-től a lap megszűntéig (1940) szerkesztője. Az Orvosi Szemle 1. Stomatologia c. mellékletének főmunkatársa, szerkesztője (1929–37). Szerkesztőségi tagja volt még a Revista Română de Stomatologie (1937-től) és a Revista Dentară Română (1948-tól) c. szaklapoknak.
Első közleménye a Revista Stomatologică – Stomatológiai Szemlében jelent meg (1925/10), tanulmányait a felsoroltakon kívül a budapesti Fogorvosi Szemle, a Zeitschrift für Stomatologie (Berlin–Bécs) és az Österreichische Zeitschrift für Stomatologie közölte.